# Karol Ostrowski
Karol Ostrowski (ur. 2 września 1999 w Szczecinie) – polski pływak, medalista mistrzostw Europy seniorów, olimpijczyk z Tokio (2021).

## Życiorys
Jest zawodnikiem MKP Szczecin, od 2020 reprezentuje także amerykański Drury University
W 2016 zdobył brązowy medal mistrzostw Europy juniorów w sztafecie 4 x 100 metrów stylem dowolnym (z Jakubem Kraską, Bartoszem Piszczorowiczem i Kacprem Stokowskim). W 2019 został wicemistrzem Europy seniorów w sztafecie 4 x 50 metrów stylem dowolnym na basenie 25-metrowym (z Pawłem Juraszkiem, Marcinem Cieślakiem i Jakubem Kraską), a sztafeta uzyskała rekord Polski na basenie 25-metrowym (1:23,74). W 2021 wystąpił w sztafecie 4 x 100 metrów stylem dowolnym na igrzyskach olimpijskich w Tokio. Razem z Kacprem Majchrzakiem, Konradem Czerniakiem i Jakubem Kraską zajął w eliminacjach 11. miejsce, z czasem 3:13,88, będącym nowym rekordem Polski.
Z MKP Szczecin jest także klubowym rekordzistą Polski w sztafecie 4 x 100 metrów stylem dowolnym na basenie 50-metrowym (3:19,13 – 19.05.2017 podczas mistrzostw Polski).
Na mistrzostwach Polski seniorów na dystansie 50-metrowym zdobył 5 medali, w tym 1 złoty indywidualnie:
- 50 metrów stylem dowolnym: 2 m. (2021)
- 100 metrów stylem dowolnym: 1 m. (2021)
- 4 x 100 metrów stylem dowolnym: 1 m. (2017, 2018), 3 m. (2016)

Na mistrzostwach Polski seniorów na dystansie 25-metrowym zdobył 6 medali, w tym 1 złoty indywidualnie:
- 50 metrów stylem dowolnym: 2 m. (2018, 2019)
- 100 metrów stylem dowolnym: 1 m. (2019), 2 m. (2018)
- 50 metrów stylem motylkowym: 2 m. (2019)
- 4 x 200 metrów stylem dowolnym: 1 m. (2016)